# Hermann Bahner

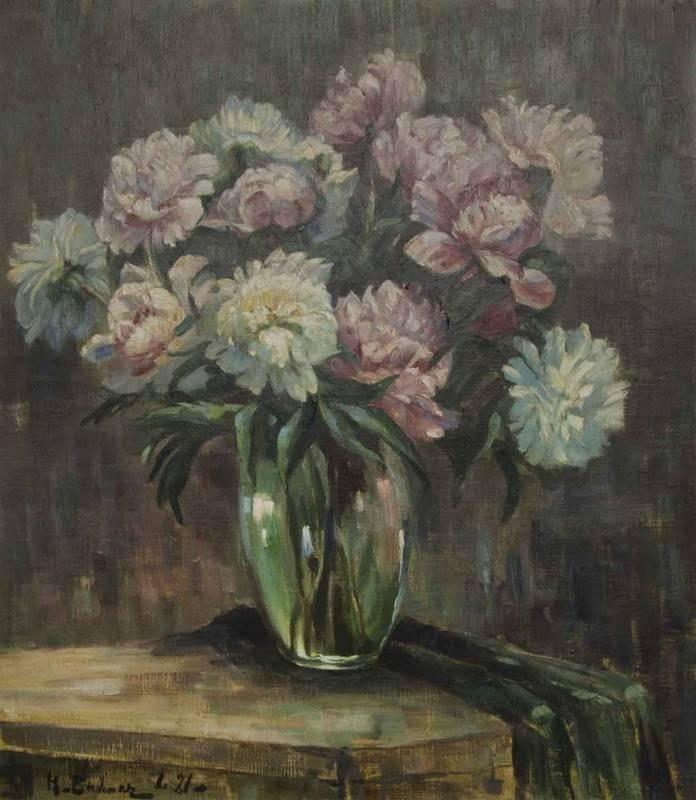
Ramo de peonías 1921

Herman Bahner (Kaiserswerth (Düsseldorf), 6 de septiembre de 1867-Langen, 7 de mayo de 1938) fue un pintor impresionista alemán de la Escuela de Düsseldorf.

## Vida
Hermann Bahner nació en 1867 en Kaiserswerth (hoy parte de Düsseldorf). Estudió de 1890 a 1892 como alumno privado de Olof Jernberg. En el período comprendido entre 1888 y 1896 viajó con frecuencia a los Países Bajos, especialmente a Katwijk, pero también a Dordrecht. En 1901 se trasladó a Hesse. Allí vivió y trabajó en Willingshausen, Bensheim, Oberursel, Schotten y Langen, entre otros lugares. Prefería pintar paisajes con grupos de personas y animales. Desde que se trasladó a Hesse, se especializó en bosques y paisajes urbanos. De esta manera ganó fama internacional. En varias ciudades alemanas hay plazas y calles que llevan el nombre de Hermann Bahner, por ejemplo en Langen (Hermann-Bahner-Strasse), donde murió en 1938.

## Obras

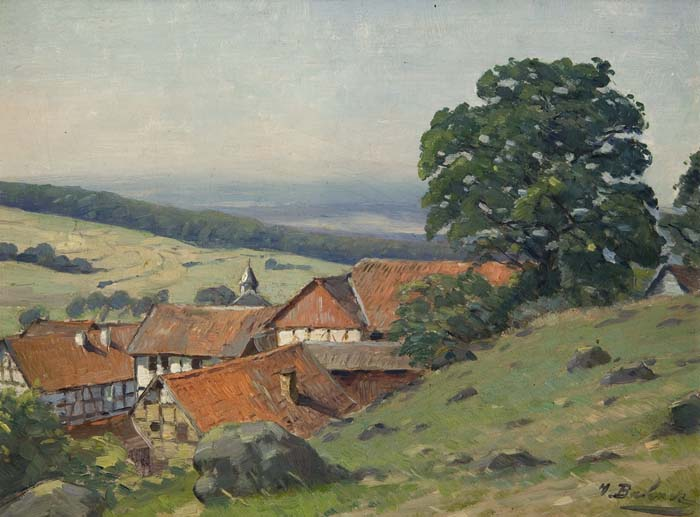
Vista de Michelbach/Vogelsberg

### Exposiciones colectivas
- 1904/1905: Wiesbaden, exposición itinerante de la asociación de amantes del arte en los Países del Rin[2]
- 2016: Villa Verde, Dillenburg

### Obras en colecciones
- Langen, Museo Antiguo Ayuntamiento[3]
- Langen, archivo de la ciudad[4]
- Berlín, Galería Nacional de Berlín
- Magdeburg, colección de arte municipal
- Colonia, Kunstverein
- Düsseldorf, Kunsthalle
- Darmstadt, Museo Estatal de Hesse
- Speyer, Museo del Palatinado
- Koenigsberg (Kaliningrado), galería de arte
- Galería de la ciudad de Schwalenberg.
- Villa Green, Dillenburg
- Museo de Bensheim, Bensheim